# Curierul 2
Curierul 2 este un film de acțiune francez din 2005, regizat de Louis Leterrier și produs de Luc Besson. Acesta este o continuare a filmului The Transporter (2002) și e cea de-a doua parte din seria de filme The Transporter, fiind urmat de Transporter 3 (2008).

## Distribuție
- Jason Statham în rolul lui Frank Martin
- Alessandro Gassman în rolul lui Gianni Chellini
- Amber Valletta în rolul lui Audrey Billings
- Kate Nauta în rolul lui Lola
- François Berléand în rolul lui Inspector Tarconi
- Keith David în rolul lui Stappleton
- Hunter Clary în rolul lui Jack Billings
- Shannon Briggs în rolul lui Max
- Matthew Modine în rolul lui Jefferson Billings
- Jason Flemyng în rolul lui Dimitri
- Robert Baptista în rolul lui Shnightrider
- Bryan Brock în rolul lui Avi

## Coloana sonoră

### Track listing
| Nr. | Titlu                     | Autor(i)                                                | Artist           | Lungime |  |
| 1.  | „Naughty Girl”            | Alexandre Azaria                                        | Alexandre Azaria | 1:28    |  |
| 2.  | „Cells”                   | Dan Black                                               | The Servant      | 4:50    |  |
| 3.  | „Icarus”                  | Amen Birdmen                                            | Amen Birdmen     | 5:02    |  |
| 4.  | „Painful” (Morphium Mix)  | Brunello                                                | Sin              | 4:00    |  |
| 5.  | „Main Theme”              | Alexandre Azaria                                        | Alexandre Azaria | 4:09    |  |
| 6.  | „Life Support”            | Dave Cobb, Dimitris Koutsiouris, Toby Marriott          | The Strays       | 2:56    |  |
| 7.  | „Body”                    | Dan Black                                               | The Servant      | 4:46    |  |
| 8.  | „Talk Amongst Yourselves” | Lawrence Rudd                                           | Grand National   | 4:31    |  |
| 9.  | „Kendo”                   | Alexandre Azaria                                        | Alexandre Azaria | 1:20    |  |
| 10. | „Saviour”                 | Anggun, Evelyne Kral, Frederic Jaffre                   | Anggun           | 3:44    |  |
| 11. | „Revolution”              | Camus Mare Celli                                        | Kate Nauta       | 3:41    |  |
| 12. | „Paris Four Hundred”      | Myles Macinnes                                          | Mylo             | 3:36    |  |
| 13. | „Can You Handle It?”      | Sebo K.                                                 | Shakedown        | 4:04    |  |
| 14. | „Chase”                   | Ross Bonney, Adam Goemans, Ramsay Miller, Scott Rinning | Cinematics       | 3:52    |  |
| 15. | „Voodoo Child”            | Laurent Daumail                                         | Afu-Ra, DJ Cam   | 3:13    |  |
| 16. | „Jet Boxing”              | Alexandre Azaria                                        | Alexandre Azaria | 2:19    |  |

## Sequel
Un sequel din 2008, intitulat Transporter 3, a fost lansat în SUA pe 26 noiembrie 2008. Filmul îl prezintă pe Frank Martin reîntorcându-se în Franța. Acesta e primul film din franciza Transporter distribuit de Lions Gate în SUA și Canada, în timp ce 20th Century Fox s-a ocupat de distribuția în Regatul Unit.